# Píla (Pezinok)
Píla é um município da Eslováquia, situado no distrito de Pezinok, na região de Bratislava. Tem 0,48 km² de área e sua população em 2019 foi estimada em 338 habitantes.

## Demografia
| Ano:        | 1994 | 2004    | 2014    | 2024    |
| ----------- | ---- | ------- | ------- | ------- |
| Broj ljudi: | 233  | 278     | 323     | 371     |
| Razlika:    |      | +19,31% | +16,18% | +14,86% |

| Ano:               | 2023 | 2024   |
| ------------------ | ---- | ------ |
| Número de pessoas: | 367  | 371    |
| Diferença:         |      | +1,08% |